# Christian Pérez
Christian Pérez (27 de marzo de 1990; Guadalajara, Jalisco) es un futbolista mexicano. Juega de defensa central o lateral derecho y su equipo actual es el Chapulineros de Oaxaca, de la Liga de Balompié Mexicano.

## Trayectoria
Debutó con el Club Deportivo Guadalajara el 5 de febrero de 2010 en un partido contra Querétaro Fútbol Club, correspondiente a la fecha 4 del torneo Torneo Bicentenario 2010, entró de cambio al minuto 89 por Alberto Medina.
Para el Apertura 2011 fue traspasado al Querétaro Fútbol Club, donde permanece hasta 2012, regresando a Chivas en enero de ese año.
Para el Torneo Clausura 2013 regresa al Querétaro y al final de la temporada es mandado a jugar con Delfines Fútbol Club.

## Clubes
| Club                       | País                | Año             | Partidos | Goles | Media |
| -------------------------- | ------------------- | --------------- | -------- | ----- | ----- |
| Club Deportivo Guadalajara | México              | 2010 - 2011     | 13       | 0     | 0     |
| Querétaro Fútbol Club      | México              | 2011 - 2012     | 24       | 1     | 0.07  |
| Club Deportivo Guadalajara | México              | 2012            | 4        | 0     | 0     |
| Querétaro Fútbol Club      | México              | 2013            | 13       | 0     | 0     |
| Delfines Fútbol Club       | México              | 2013 - 2014     | 13       | 0     | 0     |
| Deportivo Toluca           | México              | 2015 - 2016     | 25       | 0     | 0     |
| Cafetaleros de Tapachula   | México              | 2017 - 2018     | 24       | 0     | 0     |
| FC Juárez                  | México              | 2018 - 2019     | 17       | 2     |       |
| Chapulineros de Oaxaca     | México              | 2020 -          | 17       | 2     | 0.12  |
| Total en su carrera        | Total en su carrera | 2010 - Presente | 133      | 3     | 0.02  |

 Actualizado el 11 de abril de 2019.

## Palmarés

### Campeonatos nacionales
| Título                  | Club        | País   | Año           |
| ----------------------- | ----------- | ------ | ------------- |
| 2.Ascenso MX            | Cafetaleros | México | Clausura 2018 |
| Final Temporada 2017-18 | Cafetaleros | México | 2018          |

- Datos: Q5110048